# Monnina ruiziana
Monnina ruiziana är en jungfrulinsväxtart som beskrevs av Chod.. Monnina ruiziana ingår i släktet Monnina och familjen jungfrulinsväxter. Inga underarter finns listade i Catalogue of Life.